# Dwór w Tyrawie Wołoskiej
Dwór w Tyrawie Wołoskiej – dwór wybudowany w drugiej połowie XVIII w., wraz z parkiem, znajdujący się w miejscowości Tyrawa Wołoska w powiecie sanockim.

## Opis
Dwór w Tyrawie Wołoskiej został wzniesiony w drugiej połowie XVIII w. przez ówczesnego właściciela Tyrawy Karola Krajewskiego herbu Jasieńczyk. W następnych latach majątek wraz z dworem przejął syn Karola Marcin Tadeusz, a potem wnuk Leon Krajewski. Na przełomie XIX i XX w. dobra przeszły w ręce żydowskie. W latach dwudziestych XX w. majątek liczył 358 ha i był własnością Stanisława Brzezińskiego, który zarządzał nim do 1940. W 1940 Brzeziński z żoną został wywieziony w głąb Rosji i zmarł na Uralu w 1941. W 1945 w wyniku ataku bandy UPA dwór został spalony i nigdy już nie odbudowany. Aktualnie po dworze w Tyrawie pozostały tylko cztery kolumny stojące w pozostałościach parku krajobrazowego. Ustawiono je w 2008 na nowych fundamentach. Teren parkowo-ogrodowy został mocno zniekształcony poprzez współczesne budownictwo. Pozostało jeszcze kilkanaście okazów strarodrzewia i fragment alei lipowej .
Dwór był okazały, murowany, klasycystyczny z pięknym parkiem. Miał dość osobliwy kształt, gdyż przypominał szesnastowieczny dwór wieżowy nakryty dachem wiciowym polskim z piętrowymi aneksami z obu stron nakrytymi dachami trójpołaciowymi. Imponująco prezentowała się zwłaszcza elewacja ogrodowa dworu – obszerny taras i portyk z czterema kamiennymi kolumnami w porządku toskańskim. W pobliżu dworu stała parterowa oficyna, dalej zabudowania gospodarcze. W latach dwudziestych XX w. był znacząco przebudowywany.

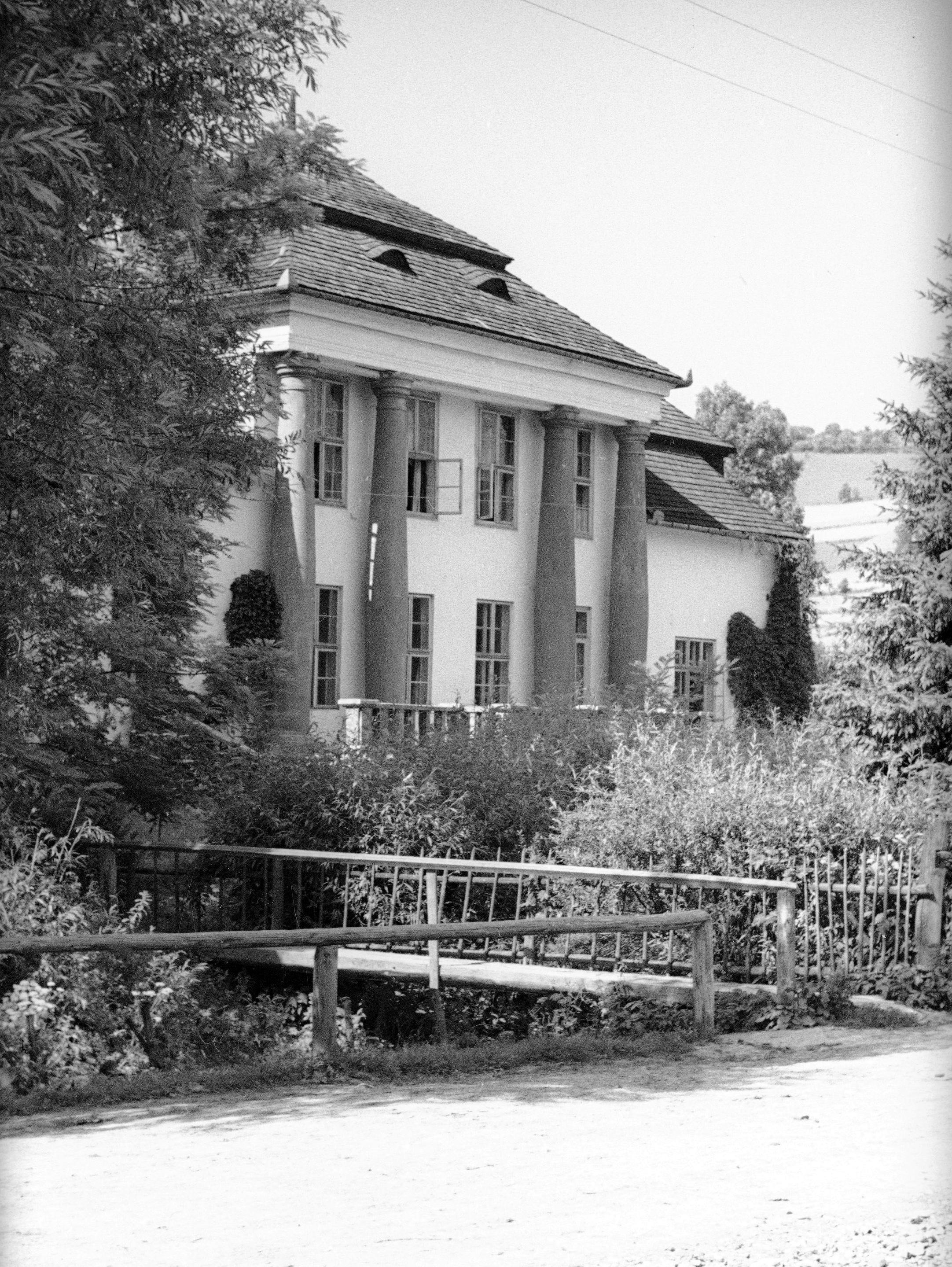
Dwór w 1936
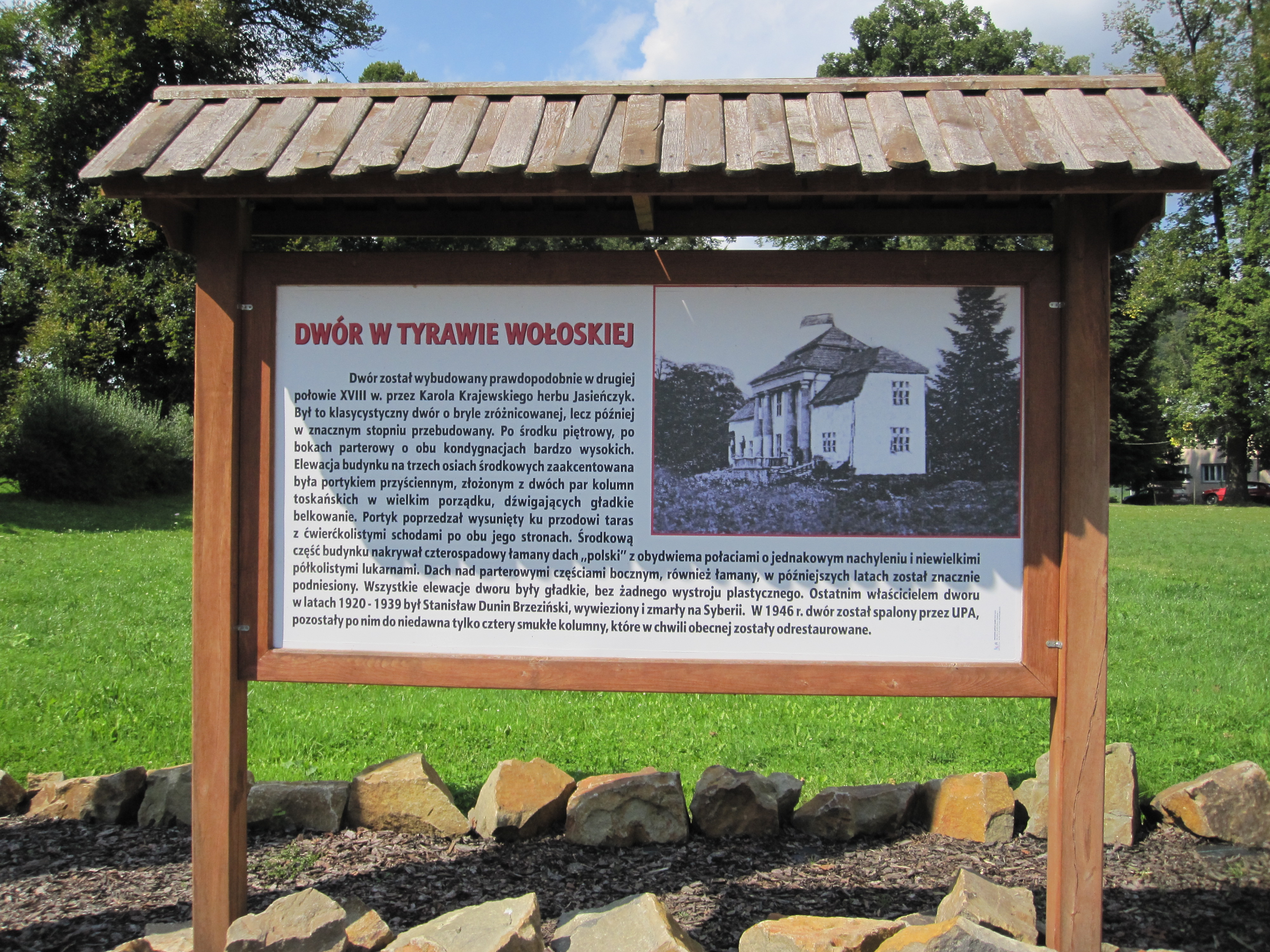
Tablica informacyjna
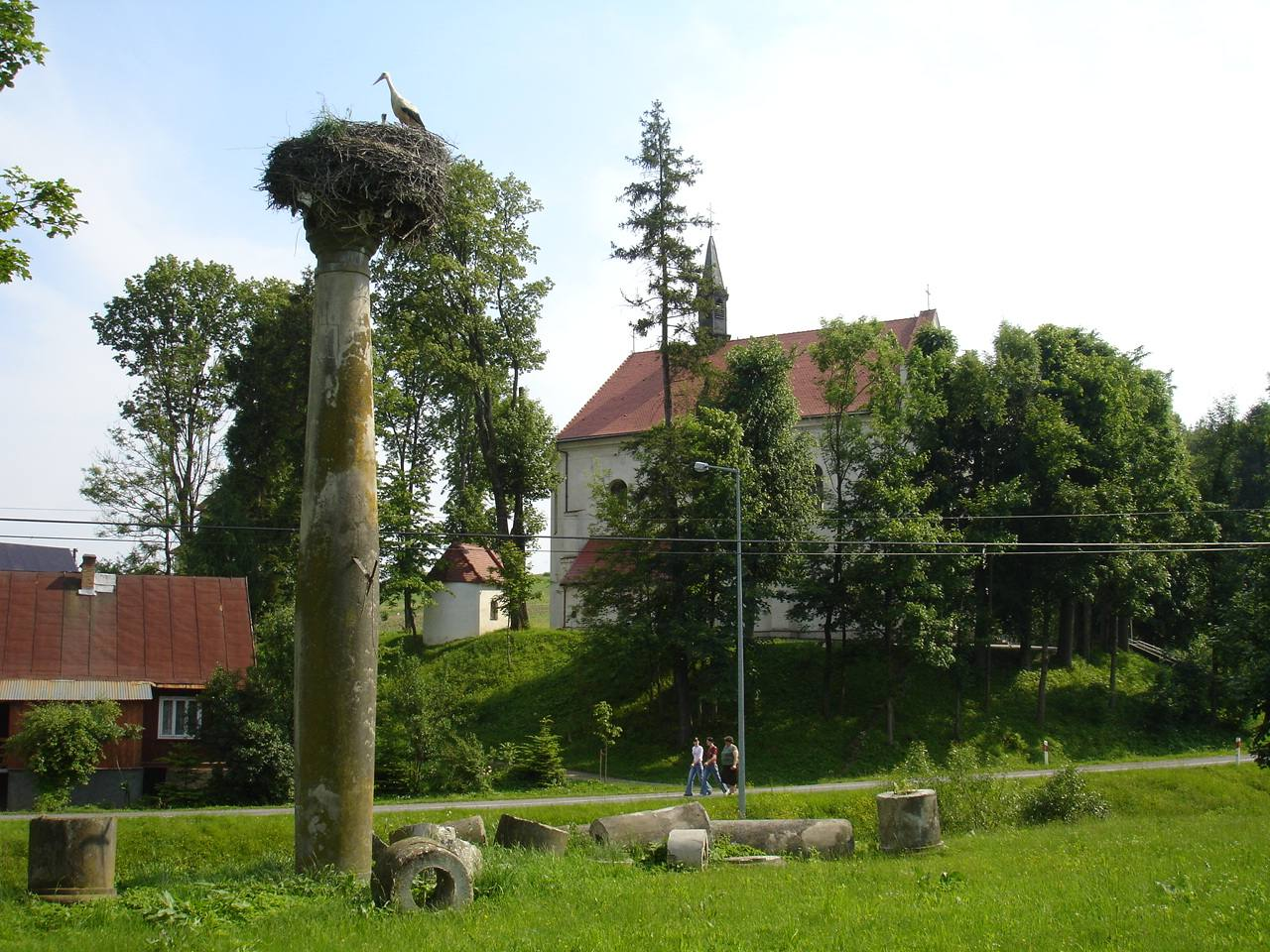
Stan 2006